# Elezioni legislative in Francia del 2007
Le elezioni legislative in Francia del 2007 si sono tenute il 10 (primo turno) e il 17 giugno (secondo turno). Esse hanno visto la vittoria dell'Unione per un Movimento Popolare, nell'ambito della coalizione di centro-destra Maggioranza presidenziale. Primo ministro è stato riconfermato François Fillon.

## Contesto
Dopo la modifica costituzionale del 2000, il mandato presidenziale è stato ridotto da 7 a 5 anni (la medesima durata della legislatura) e le elezioni legislative sono fissate per il mese successivo le elezioni presidenziali.
Queste sono quindi le seconde elezioni legislative a svolgersi secondo questo nuovo schema e si sono svolte a seguito dell'elezioni presidenziale del 2007 che, il mese precedente, avevano portato all'elezione di Nicolas Sarkozy.
Queste elezioni, con la riconferma della maggioranza a guida UMP, interrompono l'alternanza elettorale che si verificava praticamente dalle elezioni legislative del 1978. Da quelle elezioni infatti si verificava un'alternanza: destra (1973 e 1978), sinistra (1981), destra (1986), sinistra (1988), destra (1993), sinistra (1997) e destra (2002 e 2007).
La Maggioranza presidenziale di centro-destra comprende l'Unione per un Movimento Popolare e diversi partiti "minori" raggruppati sotto le etichette Majorité présidentielle e Divers droite, in particolare il Nuovo Centro, il Partito cristiano-democratico, il Partito Radicale Valoisien, il CNIP, il Movimento per la Francia e Debout la République. Queste elezioni vedono l'ampia vittoria di questa coalizione; tuttavia sia la coalizione che l'UMP ottengono un numero di seggi inferiore a quello delle precedenti elezioni legislative del 2002.
Il centro-sinistra comprende il Partito Socialista, che aveva siglato degli accordi elettorali già per il primo turno con il Partito Radicale di Sinistra e il Movimento Repubblicano e Cittadino, il Partito Comunista Francese e I Verdi, coi i quali sono stati effettuati accordi di desistenza in vista del secondo turno. Alla fine, sebbene sconfitta, questa coalizione (e soprattutto il PS) ottengono un numero superiore di seggi rispetto alle precedenti legislative del 2002.
Il centro indipendente è rappresentato principalmente da UDF-MoDem-Cap21, e spera di riottenere un buon risultato come alle presidenziali del 2002. Tuttavia, dal momento che molti parlamentari (nel 2007, ma già dal 2002) erano passati o all'UMP o ad uno dei partiti centristi affiliati all'UMP (in particolare il Nuovo Centro), il MoDem perde enormemente sia in termini di suffragi che di seggi ottenuti.
Per il Fronte Nazionale queste elezioni rappresentano una svolta: la crescita elettorale si è arrestata (alle presidenziali del 2002: 4,8 milioni di voti, nel 2007: 3,8 milioni; alle legislative del 2002: 2,8 milioni di voti, nel 2007: 1,1 milioni) e per la prima volta Jean-Marie Le Pen non si ricandida alle legislative (la campagna elettorale sarà guidata dal numero due Bruno Gollnisch. Nel gennaio 2011, la figlia Marine Le Pen prenderà la presidenza del partito.
I Regionalisti del Movimento Indipendentista Martinicano ottengono 1 seggio: Alfred Marie-Jeanne in Martinica.
I Divers ottengono 1 seggio: Abdoulatifou Aly a Mayotte, col sostegno del MoDem.
C'è da dire che molti eletti di partiti etichettabili come regionalisti o diversi, se non sono indipendenti, sono contati in altri partiti; ad esempio il seggio del Parti progressiste martiniquais è contato nei DVG e il seggio di Tahoeraa huiraatira è contato nei DVD.
Il sistema elettorale francese inoltre tende a "favorire" o "sfavorire" (in termini di seggi ottenuti) le liste a seconda della capacità di queste ultime di creare delle alleanze in vista del ballottaggio tra il primo e il secondo turno. Un caso emblematico è il Fronte Nazionale (partito con il quale storicamente gli altri partiti rifiutano di fare alleanze) che con il 4,29% al primo turno alla fine riesce non ottiene alcun seggio; mentre con la stessa percentuale al primo turno, il Partito Comunista Francese – grazie ad accordi di desistenza al secondo turno con gli altri partiti di sinistra – alla fine riesce ad ottenere 15 seggi. Un altro esempio, il MoDem e I Verdi ottengono rispettivamente 3 e 4 seggi, tuttavia il MoDem aveva ottenuto più del doppio dei voti de I Verdi.

## Risultati
| Lista                                             | Primo turno | Primo turno | Primo turno | Secondo turno | Secondo turno | Secondo turno | Totale seggi |
| Lista                                             | Voti        | %           | Seggi       | Voti          | %             | Seggi         | Totale seggi |
| ------------------------------------------------- | ----------- | ----------- | ----------- | ------------- | ------------- | ------------- | ------------ |
| Unione per un Movimento Popolare                  | 10.289.737  | 39,54       | 98          | 9.460.710     | 46,36         | 215           | 313          |
| Partito Socialista                                | 6.436.520   | 24,73       | 1           | 8.624.861     | 42,27         | 185           | 186          |
| Unione per la Democrazia Francese - MoDem         | 1.981.107   | 7,61        | -           | 100.115       | 0,49          | 3             | 3            |
| Fronte Nazionale                                  | 1.116.136   | 4,29        | -           | 17.107        | 0,08          | -             | -            |
| Partito Comunista Francese                        | 1.115.663   | 4,29        | -           | 464.739       | 2,28          | 15            | 15           |
| Estrema sinistra                                  | 888.250     | 3,41        | -           | N.D.          | N.D.          | N.D.          | -            |
| I Verdi                                           | 845.977     | 3,25        | -           | 90.975        | 0,45          | 4             | 4            |
| Divers droite                                     | 641.842     | 2,47        | 2           | 238.588       | 1,17          | 7             | 9            |
| Maggioranza presidenziale (include: Nuovo Centro) | 616.440     | 2,37        | 8           | 433.057       | 2,12          | 14            | 22           |
| Divers gauche                                     | 513.407     | 1,97        | -           | 503.556       | 2,47          | 15            | 15           |
| Partito Radicale di Sinistra                      | 343.565     | 1,32        | -           | 333.194       | 1,63          | 7             | 7            |
| Movimento per la Francia                          | 312.581     | 1,2         | 1           | N.D.          | N.D.          | N.D.          | 1            |
| Caccia, Pesca, Natura e Tradizioni                | 213.427     | 0,82        | -           | N.D.          | N.D.          | N.D.          | -            |
| Ecologisti                                        | 208.456     | 0,80        | -           | N.D.          | N.D.          | N.D.          | -            |
| Regionalisti                                      | 133.473     | 0,51        | -           | 106.484       | 0,52          | 1             | 1            |
| Estrema destra                                    | 102.124     | 0,39        | -           | N.D.          | N.D.          | N.D.          | -            |
| Diversi                                           | 267.760     | 1,03        | -           | 33.068        | 0,16          | 1             | 1            |
| Totale                                            | 26.026.465  |             | 110         | 20.406.454    |               | 467           | 577          |

## Composizione dei gruppi
All'inaugurazione della legislatura, i gruppi erano composti come di seguito indicato.
| Gruppo | Gruppo                                  | Membri | Apparentati | Totale | Eletti per «nuance politique»            |
| ------ | --------------------------------------- | ------ | ----------- | ------ | ---------------------------------------- |
|        | Union pour un mouvement populaire (UMP) | 314    | 6           | 320    | 312 UMP, 7 DVD, 1 MJP                    |
|        | Socialiste, radical et citoyen (SRC)    | 186    | 18          | 204    | 186 PS, 7 PRG, 11 DVG                    |
|        | Gauche démocrate et républicaine (GDR)  | 24     | -           | 24     | 15 PCF, 4 I Verdi, 4 DVG, 1 REG          |
|        | Nouveau Centre (NC)                     | 20     | 3           | 23     | 21 MJP + 1 DVD + 1 DIV                   |
|        | Non inscrit (NI)                        | 6      | -           | 6      | 3 MoDem; 1 MPF; 1 DVD (DLR); 1 UMP (DLR) |
| Totale | Totale                                  | 550    | 27          | 577    |                                          |